# Klassamhälle
Ett klassamhälle är ett samhälle som är uppdelat i samhällsklasser som präglas av beständiga och betydande ekonomiska skillnader och orättvisor. Klassamhälle också ett centralt begrepp i marxistisk teori och åsyftar där samhällen där ägandet av företag, egendom och liknande är avgörande för maktfördelningen i samhället.

## Historisk kontext
Klassamhällen har inte alltid existerat, och det har också existerat vitt skiljda typer av klassamhällen. Exempelvis baserat på ålder istället för kapital. Under kolonialismen "nedmonterades" många sociala relationer vilka gav upphov till samhällen vilka inte grundade sig på lönearbete och kapital. Det har under 1900-talet debatterats huruvida det forna klassamhället har varit föremål för förändring eller ej. Något som har analyserats av sociologer som exempelvis Göran Ahrne.

## Klassamhällen inom webersk sociologi
I webersk sociologi är det primärt den sociala relationen gentemot arbetsköparen i vilken aktören etablerar sin klassposition inom ramen för det samtida klassamhället. Exempelvis kan då alltså en som säljer sin arbetskraft differentiera sig från andra, genom att anförskaffa sig en särställning i produktionen.

## Klassamhällen i politisk-teoretisk synvinkel
Klassamhället existerar också utanför samhällsvetenskapen och förekommer då i politisk teori primärt inom marxism, där målsättningen är att avskaffa klassamhället för att skapa ett klasslöst samhälle. Tillvägagångssätten för att uppnå målet skiljer mellan organisationer.
Politiska teorier såsom konservatism och liberalism, gör dock inte denna analys. Enligt dessa politisk-teoretiska perspektiv, "kan man inte" observera människor i klasser(inte i egenskapen att det inte går, utan att deras politisk-teoretiska ansats motsätter sig detta), däremot erkänner konservativa och liberaler att det existerar utsatta människor som behöver stöd och hjälp. De menar att detta stöd ska ske genom välgörenhet istället för att ändra något i samhället, vilket marxister tenderar att opponera sig emot, till följd av att dessa menar att det kapitalistiska produktionssättet är skälet till att armod ens existerar trots 18 och 1900-talens enorma tillväxt.

## Den klassiska marxismens förståelse av klassamhället
Klass syftar inom klassisk marxistisk samhällsanalys till relationen en grupp människor har till produktionssättet eller produktionsmedlen. "Produktionsmedel" syftar till de "medel" som behövs för att producera, såsom maskiner, landyta eller pengar, och enligt Marx är den styrande klassen i ett samhälle de som äger och kontrollerar produktionsmedlen. "Produktionssätt" syftar till sättet som mervärde skapas, extraheras och kontrolleras. I det kapitalistiska produktionssättet skapas och extraheras mervärde genom att kapitalister betalar mindre för arbete än vad det "egentligen" är värt.
Med inspiration från ekonomen David Ricardo menade Marx att värdet på varor utgjordes av "kristalliserat socialt arbete". Värdet på en vara överensstämmer enligt Marx med antalet arbetstimmar det krävs för att producera varan. Marx skilde mellan "objektifierat arbete" och "levande arbete". Det förstnämnda syftar till arbetskraft som handelsvara, och det sistnämnda syftar till hur mycket arbete kapitalisten kan utvinna från arbetaren under arbetarens arbetstimmar. Marx menar att kapitalisten, för att kunna överleva/tjäna pengar, betalar mindre för arbetarens arbete än arbetet egentligen är värt. Det objektifierade arbetet och det levande arbetet överensstämmer således inte med varandra. Skillnaden mellan arbetets "egentliga värde" och vad kapitalisten betalar till arbetaren kallar Marx för "mervärde". Detta utgör grunden för Marx uppfattning att kapitalismen är utnyttjande mot arbetarna. Marx menar att den enda skillnaden mellan ett slavsamhälle och kapitalism är enligt Marx sättet som mervärde extraheras från arbetarna.
Det huvudsakliga sättet Marx talar om klass på var huruvida en grupp äger eller inte äger produktionsmedlen. I det kapitalistiska samhället finns det enligt Marx i huvudsak två grupper: de som äger produktionsmedlen (kapitalister/borgarklassen) och de som inte gör det (arbetarna/proletariatet). Eftersom arbetarna inte äger några produktionsmedel måste de, för att tjäna pengar och överleva, sälja sin förmåga till att arbeta till kapitalisterna. Kapitalisterna däremot tjänar pengar genom deras ägande av kapital. En annan klass som tillsammans med kapitalisterna utgör de "styrande klasserna" i det kapitalistiska produktionssättet är landägare, som tjänar sina pengar genom hyra. Marx diskuterar även andra klasser, såsom småbönder och "småborgare" (till exempel butiksägare), men de av störst vikt för Marx är arbetare, kapitalister och landägare.

## Effekter att leva i klassamhällen
Samhällen med stora klasskillnader har en större andel människor som lider av livsproblem som ångest- och depressionssymptom. Det finns en lång serie med vetenskapliga studier vilka belägger förhållandet. Skillnad i livslängd mellan en lågutbildad i Vårby gård och en högutbildad i Danderyd skiljer hela 18 år.
I klassamhällen erhåller lägre klasser exempelvis systematiskt sämre utbildning, vård & omsorg. Det finns även mer explicita effekter, där delar av befolkningen med låg klass aktivt demoniseras av de med högre klass. I klassamhällen har klasskonflikt tenderat att förekomma återkommande, eller förekommer ständigt beroende på sociologiskt perspektiv.

## Klassamhälle i Sverige
År 2018 ansåg åtta av tio svenskar att det stämmer att Sverige är ett klassamhälle.